# Fiódor Tornau
Fiódor Fiódorovich Tornau (en ruso: Фёдор Фёдорович Торнау, Pólotsk (1810)- Elditse, cerca de Viena, 1890) o Tornov (Торнов), fue un oficial, diplomático, espía y escritor ruso, participante en la Guerra del Cáucaso. 

## Biografía
Nació en Pólotsk en 1810 en el seno de una familia de barones de Curlandia, de tradición militar, originaria del siglo XVI en Pomerania Occidental, que obtuvo la ciudadanía en 1639 en Curlandia. Su padre, el coronel Fiódor Grigórievich Tornau, participó en la defensa ante las tropas de Napoleón en 1812, y su abuelo fue general en tiempos de Catalina II. 

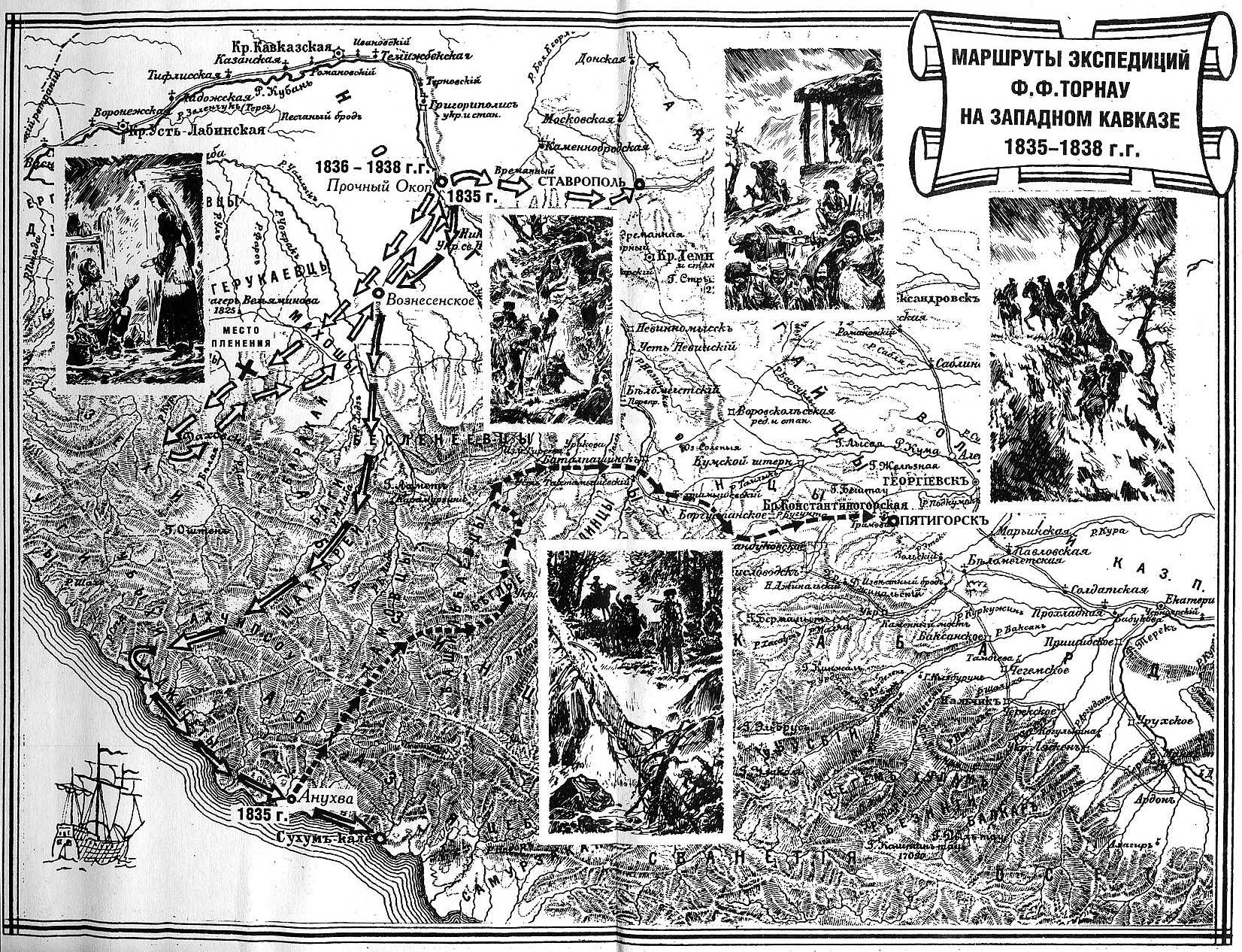
Las rutas de Tornau.

Recibió su formación en el Liceo Imperial de Tsárskoye Seló en Tsárskoye Seló. Comenzó su servicio a los 18 años como alférez en Oltenia (Pequeña Valaquia), participando en la guerra ruso-turca de 1828-1829. Posteriormente sería enviado en 1831 a la supresión del Levantamiento de Noviembre en Polonia. En 1832 fue enviado a Tiflis donde entraría en el servicio del Estado Mayor del ejército como subteniente.  Entre 1835 y 1838 realizó tareas de explorador, infiltrándose en los territorios de los pueblos circasianos, época retratada en su libro Memorias de un oficial en el Cáucaso, en la que penetró, a través del puerto de Pseashjo, en la región de Krásnaya Poliana y la costa de Sochi al norte de Gagra. En su tercera exploración, entre Sochi y Gelendzhik es capturado por los kabardianos, como prisionero de los cuales pasó 2 años y medio hasta que fue liberado el 10 de noviembre de 1838.
Entre 1850 y 1870 sirvió en Viena como asesor militar, con el rango de teniente general y como miembro del Comité Académico Militar. Se retiró y pasó los últimos años de su vida en Austria. Murió el 7 de enero de 1890 en Elditse, cerca de Viena.

## Obras
Los libros de Tornau son una fuente para el estudio de la historia de Rusia en el siglo XIX, en especial la guerra ruso-turca de 1828-29. Asimismo tienen importancia para el estudio histórico y etnográfico de los pueblos del Cáucaso Occidental. Fue autor de las siguientes obras documentales:
- Memorias de un oficial en el Cáucaso.
- Recuerdos de la campaña de 1829 en la Turquía europea.
- De Viena a Karlsbad.